# Anne Breitreiner
Anne Delafosse, geb. Breitreiner (* 7. September 1984 in Haag) ist eine deutsche Basketballspielerin und ehemalige deutsche Basketballnationalspielerin.

## Werdegang
Mit zwölf Jahren begann sie ihre Basketballkarriere, spielte aber bis zum Jahr 2000 bevorzugt Tennis, bevor sie von Hans Brei, dem Trainer des Damen-Basketball-Bundesligisten TSV 1880 Wasserburg, entdeckt wurde.
2003 wurde Breitreiner als Rookie of the Year der DBBL ausgezeichnet. 2004 machte die 1,83 m große Athletin ihr Abitur und gewann mit ihrem Team den Deutschen Meistertitel. In den zwei folgenden Jahren erreichte sie jeweils das Double, also sowohl den Pokalsieg als auch den Meistertitel. Zudem war sie 2005/06 mit 546 Punkten erfolgreichste Schützin der 1. Bundesliga.
Zur Saison 2006/07 ging sie nach Spanien zu Ros Casares Valencia. Der Club wurde spanischer Pokalsieger. Anne Breitreiner wechselte noch während der laufenden Saison nach Polen zu Lotos Gdynia, wo sie in den Jahren 2007 und 2008 mit ihrem Team jeweils die Vizemeisterschaft und den Pokalsieg errang. 2008 wechselte Breitreiner zum polnischen Club KSSSE AZS PWSZ Gorzów. Zur Saison 2009/10 wechselte sie nach Frankreich zu Tarbes GB. Dort gewann sie mit ihrem Team die französische Meisterschaft. In der Saison 2010/2011 wechselte sie nach Italien zu C.A. Faenza TTT und in der Saison 2011/2012 zum französischen Club ESB Villeneuve d’Ascq. Zur Saison 2012/2013 kehrte sie zum deutschen Serienmeister Wasserburg zurück und gewann mit diesem die Deutsche Meisterschaft. Ein Jahr später gelang ihr mit dem Deutschen Meister 2014 und dem Deutschen Pokalsieg 2014 das Double mit dem TSV 1880 Wasserburg, welches sie 2015 ebenfalls mit dem TSV Wasserburg wiederholen konnte. Zur Saison 2015/2016 schloss sich Breitreiner dem Zweitligisten TS Jahn München an.
Im August 2016 heiratete sie den Franzosen Tristan Delafosse und nahm dessen Nachnamen an.

## Nationalmannschaftskarriere
Ihr erstes Länderspiel bestritt sie am 12. August 2003 bei einem Turnier in Istanbul gegen die Türkei (66:74-Niederlage). Ihre persönliche Bestmarke im DBB-Trikot liegt bei 33 Punkten, die sie am 2. September 2007 in Marburg bei einem EM-Vorbereitungsspiel gegen Kroatien erzielte (80:77-Sieg). Sie nahm an der Europameisterschaft 2007 in Chieti (Italien) teil. 2008 war sie in allen Vorbereitungsspielen der Europameisterschaftsqualifikation und in den Qualifikationsspielen zur Europameisterschaft die erfolgreichste deutsche Korbjägerin und erzielte beim ersten Qualifikationsspiel gegen Israel 31 Punkte.
Sie bestritt bis 2014 insgesamt 165 A-Länderspiele.

## Titel
- 6× Deutsche Meisterin
- 1× Französische Meisterin
- 4× Deutsche Pokalsiegerin
- 1× Spanische Pokalsiegerin
- 2× Polnische Pokalsiegerin